# Elmira (California)
Elmira è un census-designated place (CDP) degli Stati Uniti d'America situato in California, nella contea di Solano.